# Sergio Arce Martínez
Sergio Arce Martínez (1924-25 de agosto de 2015) fue un teólogo presbiteriano y profesor universitario cubano y expositor de una teología de la revolución.
Estudió en el Seminario Evangélico de Teología de Río Piedras, en Puerto Rico. Profesor de Teología del Seminario Teológico Presbiteriano de Princeton, Nueva Jersey, Estados Unidos. Regresó a Cuba en el año 1961. En la Universidad de Matanzas "Camilo Cienfuegos" recibió el doctorado en Teología con una tesis sobre teológica sistemática. Doctor en Filosofía y Letras de la Universidad de La Habana. Después de un período como profesor, recibió el profesor de habilitación en el Seminario de Teología de Matanzas, del que fue rector entre 1969 y 1984.
El estudio del marxismo, las consideraciones de desarrollo social y político de Cuba después de la revolución y los contactos con activistas y líderes revolucionarios, le llevaron a presentar el proyecto de una "teología de la revolución". También tuvo en cuenta la teología de la liberación. A partir de la reunión de paz Allchristlichen, en 1964, en Praga, fue líder de la Conferencia de Paz Cristiana (CFRP). Fue Secretario General de la Iglesia Presbiteriana-Reformada en Cuba desde el 1966 a 1985 y miembro de la comisión de redacción de la Confesión de Fe de la Iglesia Presbiteriana-Reformada en Cuba", proclamada en el 1977. Además, durante tres legislaturas fue diputado en la Asamblea Nacional del Poder Popular de Cuba.
En 2009, Arce fue galardonado con la Medalla de la provincia de Matanzas, con motivo de su 85 cumpleaños.

## Concepciones
Arce considera que su objetivo como teólogo no es explicar el fenómeno subjetivo de la creencia en Dios que se encuentra “allá arriba”, sino analizar de manera objetiva cómo Dios está “aquí abajo”, cómo vive, y “se vive” dentro de nuestra situación histórica. Según él "Dios no es un Dios de abstracciones, no es un Dios de salvación fuera de la historia". Sus críticos consideran que, aunque el hombre es imagen de Dios, no existe una vía desde el propio hombre para llegar a Dios de tal forma que el ser humano pueda conocer por sí mismo el modo de salvarse y que al afirmar lo contrario se niega la importancia de la revelación. Al respecto Arce ha escrito que "la Iglesia tiene que aprender a analizar objetivamente la fenomenología de la salvación, a la luz de la Revelación, de modo que pueda atemperar su testimonio a los tiempos concretos en que vive".
Arce trata de analizar críticamente, dentro de los supuestos teológico-bíblicos cristianos, el testimonio de la Iglesia en medio del proceso revolucionario cubano. Se pregunta "¿qué es dentro de la economía divina la Revolución? ¿qué significa la Revolución en la economía de Dios?".
Por otra parte, expone una "teología del trabajo". En el proyecto original de Dios, expuesto en el Génesis, el trabajo se concibió como cuidar y labrar lo que se va creando, una mayordomía responsable en lo socioeconómico y en lo ecológico, responsabilidad y tarea esencial asignada al ser humano. La relación hombres-naturaleza está mediando constantemente en la relación hombre-hombre.
Coincide en diversos aspectos con la teología de la liberación, pero afirma que su elaboración teórica asume el marxismo y declara que Dios no es una idea, sino una realidad incuestionable a la cual la Biblia identifica como "Dios es amor", es justicia, es solidaridad, es luz, es verdad. Para él la revolución concreta el reino de Dios en un momento histórico determinado. Sus críticos rechazan la justificación marxista de la violencia revolucionaria como medio para alcanzar la justicia social, pues en el Nuevo Testamento la "ley del amor" incluye el amor a los enemigos. También cuestionan cómo puede la Iglesia dar un testimonio profético en medio de una sociedad socialista, si se identifica completamente con la ideología marxista y la política del gobierno.

## Obras
- 1980: La teología como desafío: reflexión y diálogo "Mensaje", Consejo Ecuménico de Cuba.
- 1988: Teología en revolución. Centro de Información y Estudio Augusto Cotto.
- 1992: La teología como testimonio: reflexiones teológicas desde un contexto revolucionario. FUMEC.
- 1992: Cuba: un pensamiento teologico revolucionario. Centro de Estudios, Consejo de Iglesias de Cuba.
- 1997: Las siete y las setenta veces siete palabras. Sermones. Departamento de Comunicaciones del Consejo Latinoamericano de Iglesia.
- 2002: Teología sistemática: prolegómenos. Consejo Latinoamericano de Iglesias.
- 2004: La misión de la Iglesia en una sociedad socialista, Editorial Caminos.
- 2009: ¿Cómo es que aún no entendéis?. Editorial Caminos.